# Xitie Shan
Xitie Shan är en bergskedja i Kina. Den ligger i provinsen Qinghai, i den nordvästra delen av landet, omkring 530 kilometer väster om provinshuvudstaden Xining.
Genomsnittlig årsnederbörd är 136 millimeter. Den regnigaste månaden är juli, med i genomsnitt 39 mm nederbörd, och den torraste är december, med 1 mm nederbörd.